# Eichhorst
Eichhorst is een ortsteil van de Duitse stad Friedland in de deelstaat Mecklenburg-Voor-Pommeren. Tot 25 mei 2014 was Eichhorst een zelfstandige gemeente. Het aantal inwoners en voorzieningen zijn na die Wende sterk afgenomen.

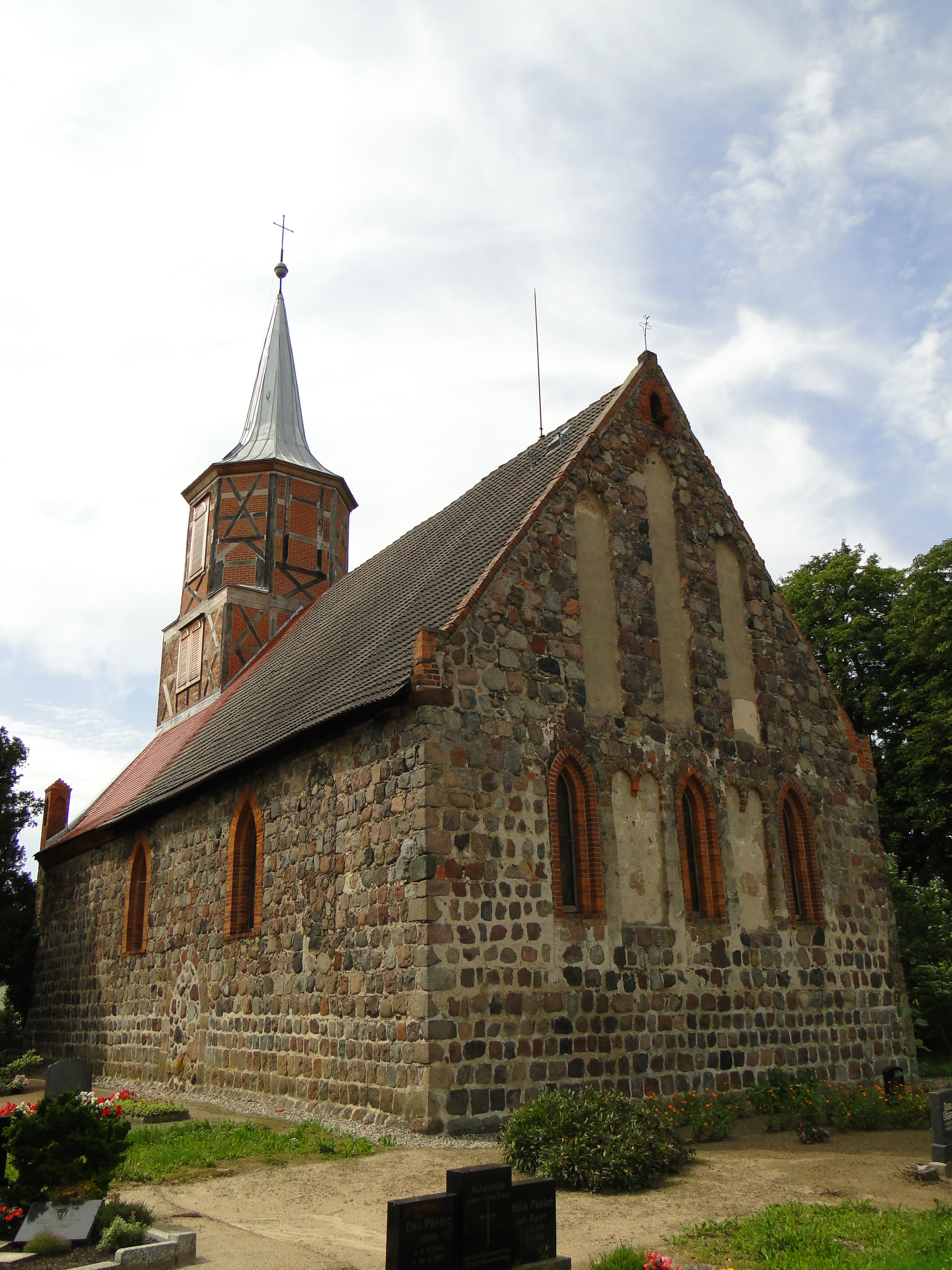
Kerk